# Atari CTIA
Color Television Interface Adaptor (CTIA)
CTIA es el chip de gráficos usado en algunos de los primeros microcomputadores Atari 400/800. Este circuito integrado es el sucesor del chip TIA diseñado por Jay Miner y que se usó en el Atari 2600. Más tarde, en revisiones posteriores del Atari 400 y 800 y en todos los otros miembros de la Familia Atari de 8 bits, el CTIA fue reemplazado por el chip GTIA. Los Atari con CTIA no llegaron a Europa.
De acuerdo a Joe Decuir, George McLeod en 1977 diseñó el CTIA (nombre clave, Colleen TIA). McLeod también diseñó el chip GTIA.
Los usuarios de Atari pueden determinar si sus máquinas están equipadas con CTIA o GTIA ejecutando la siguiente orden en BASIC POKE 623,64. Si la pantalla permanece azul, la máquina tiene un chip CTIA. En cambio, Si la pantalla se apaga, significa que la máquina no está equipada con el chip GTIA.